# Erysimum ferganicum
Erysimum ferganicum är en korsblommig växtart som beskrevs av Viktor Petrovitj Botjantsev och Aleksei Ivanovich Vvedensky. Erysimum ferganicum ingår i släktet kårlar, och familjen korsblommiga växter. Inga underarter finns listade i Catalogue of Life.